# José Rafael Gamboa Cerda
José Rafael Gamboa Cerda fue un militar mexicano que participó en la Revolución mexicana, llegando al grado de teniente coronel del Ejército Libertador del Sur.

## Juventud
Nació el 29 de agosto de 1891, en Zacatecas, Zacatecas, hijo reconocido de Julían Gamboa Dávila y Candelaria Cerda Ayala, realizó estudios básicos en S.L.P. y a los 10 años su padre lo llevó a vivir con él, aprende las artes de la tipografía e impresión, además de telegrafía. 

## Ejército
En 1912 se une a las filas del Ejército Libertador del Sur con el grado de Subteniente y colabora con distintos jefes como Pablo Torres Burgos, Genovevo de la O, Emiliano Zapata y Adrián Castrejón Castrejón por su valor en combate, asciende por riguroso escalafón, y en 1918 recibe su nombramiento de teniente coronel del mismo general Zapata, se encontraba en la escolta que acompañó a Zapata a Chinameca, siguió combatiendo bajo las órdenes de Adrián Castrejón Castrejón hasta la unificación revolucionaria en 1920.
Estuvo en la primera reserva un año y pasó nuevamente a filas; hasta 1924 le fue reconocido su grado de teniente coronel, por el presidente General de División Álvaro Obregón y en 1925 por mérito en campaña participa en contra de la sublevación De la Huertista y la guerra del Yaqui, ascendiendo a coronel, por el presidente General Plutarco Elías Calles, puesto que ocupó por veinte años, ya que no le reconocían antigüedad y méritos por tener un pasado zapatista. Ingresa al Colegio Militar y recibe premio de 2.ºlugar por aprovechamiento. 

## Reconocimientos
Desempeñó diversos cargos administrativos dentro de la Secretaría de Guerra, recibió la condecoración como "Veterano de la Revolución segundo período 1913-1916 y de Perseverancia de 5/a; en 1944 le reconocen su antigüedad y méritos anteriores (en su etapa como zapatista le validan 117 combates) y lo ascienden a General Brigadier, le entregan reconocimientos de Perseverancia de 4/a., 3/a., 2/a. ya no pudo recibir la de 1/a. Fallece el 13 de junio de 1945 por causa de cáncer en el cerebro.
- Datos: Q5944817